# Jessica Steen
Pour les articles homonymes, voir Steen.
Jessica Steen est une actrice canadienne née le 19 décembre 1965 à Toronto.

## Biographie
Jessica Steen est élevée entourée d'acteurs et de gens du théâtre. Son père était réalisateur et sa mère, Joanna Noyes, actrice. À de nombreuses occasions, elle et sa famille en profitaient ainsi pour jouer des pièces inventées. À huit ans, elle obtient un premier rôle dans une série télévisée pour enfants canadienne, The Sunrunners. À ses dix-huit ans, sa mère s'installe à Montréal, mais Jessica reste à Toronto. Dans les années 1980, elle joue le rôle de la fille d'un personnage joué par l'idole de son enfance, Lindsay Wagner, dans le film Young Again.
Elle joue dans de nombreuses séries télévisées basées à Toronto, puis reçoit le rôle de Jennifer Pilot Chase dans la série de science-fiction Captain Power et les soldats du futur.
En 1994, elle joue dans la série futuriste de science-fiction Earth 2 le rôle de Julia Heller, docteur d'une équipe de colonialistes qui partent à la découverte d'une lointaine planète, très semblable à la Terre, qui est trop polluée pour être viable. Son personnage partage une relation amoureuse avec Alonzo, un pilote, joué par Antonio Sabato JR.
Dans le film comique Trial And Error, dont les rôles principaux sont tenus par Jeff Daniels et Michael Richards, elle joue le rôle d'une avocate, Elisabeth Gardner. C'est d'elle que Michael Richards reçoit son premier baiser à l'écran. Pour s'y préparer, elle avoue avoir assisté à des audiences dans des tribunaux avec une amie étudiante en droit.
En 1998, elle reçoit à la dernière minute le rôle de Jennifer Watts, dans Armageddon de Michael Bay. Elle est copilote de la navette Liberté et a la lourde responsabilité de la réparer pour le retour de l'astéroïde sur Terre. Michael Bay, le réalisateur, l'a choisie grâce à sa prestation dans Captain Power et les soldats du futur.
Elle a tenu le rôle de Paula Cassidy dans la série policière américaine NCIS : Enquêtes spéciales, et a fait sa dernière apparition dans l'épisode 19 de la saison 4, où elle joue un rôle très important.
Elle est très engagée en ce qui concerne la protection de l'environnement : sur son site internet, elle encourage les visiteurs à se rendre sur celui de David Suzuki, dont elle est fan.

## Filmographie

### Cinéma
- 1981 : Threshold : Tracy Vrain
- 1983 : Gentle Sinners : Donna
- 1986 : Flying : Carly Simmons
- 1986 : A Judgment in Stone : Melinda Coverdale
- 1987 : John and the Missus : Faith
- 1988 : Still Life : Nellie Ambrose
- 1989 : Sing : Hannah Gottschalk
- 1996 : Enquête à San Francisco (Dog Watch) (vidéo) : Janet
- 1997 : Le Plus fou des deux (Trial and Error) : Elizabeth Gardner
- 1998 : Armageddon : Jennifer Watts, copilote de la navette Freedom
- 1999 : Piège Mortel (Question of Privilege) : Andrea Roberts
- 2000 : The Ride Home : Clara
- 2001 : Judgment : Victoria Thorne
- 2002 : La Castagne 2 (Slap Shot 2: Breaking the Ice) (vidéo) : Jessie Dage
- 2003 : Flip Phone : Sue
- 2005 : Left Behind III: World at War : Carolyn Miller
- 2005 : Chaos : Karen Cross

### Télévision

#### Séries télévisées
- 1983 : Hangin' In (saison 4, épisode 1) : Darcy
- 1983 : SCTV Channel (saison 1, épisode 3) : College Student
- 1985 : Le Vagabond (The Littlest Hobo) (saison 6, épisode 13) : Leslie 'Torque' Davidson
- 1984 / 1986 : Paul et les Dizygotes (épisodes 2x04 / 4x07) : Elaine
- 1985 / 1986 : Brigade de nuit (épisodes 1x21 / 2x18) : Michelle Parker / Angela Rivera
- 1986 : Kay O'Brien (saison 1, épisode 11) : Lindsay
- 1987 : Alfred Hitchcock présente (saison 2, épisode 3) : Sally Carlyle
- 1987 : Un flic dans la mafia (saison 1, épisode 1) : Tracy Steelgrave
- 1987-1988 : Captain Power et les soldats du futur (22 épisodes) : Corporal Jennifer 'Pilot' Chase
- 1989 : The Campbells (saison 2, épisode 15) : Amanda Sims
- 1989 : C.B.C.'s Magic Hour : Jennifer McPhail
- 1990 : Street Legal (en) (saison 5, épisode 7) : Karen MacNeil
- 1991 : Amoureusement vôtre (Loving) (5 épisodes) : Patricia 'Trisha' Alden Sowolsky Hartman McKenzie #2
- 1991-1997 : Homefront (42 épisodes) : Linda Metcalf
- 1991 : Un privé sous les tropiques (saison 2, épisode 4) : Patricia Poston
- 1993 : Herman's Head (saison 3, épisode 4) : Heather
- 1994-1995 : Earth 2 (21 épisodes) : Dr Julia Heller
- 1996 / 1999 / 2000 : Au-delà du réel : L'aventure continue (épisodes 2x11 / 5x18 / 6x15) : Gina Beaumont / Stephanie Sawyer / Kathrine
- 1996 : Urgences (saison 2, épisode 12) : Karen Hardy
- 1997 : Murder One (saison 2, épisodes 9, 10, 11 & 12) : Paige Weikopf
- 1997 : Les Anges du bonheur (saison 3, épisode 25) : Sarah Bingham
- 1999 : Le Caméléon (saison 3, épisode 11) : Rachel
- 1999 : Un tandem de choc (saison 4, épisode 11) : Constable Maggie MacKenzie
- 1999 / 2001 : The Practice : Bobby Donnell et Associés (épisodes 4x06 / 6x09) : Brianna Hatfield / Dr Sarah Ford
- 2002 : Monk (saison 1, épisode 7) : Myra Teal
- 2003 : Dragnet (saison 1, épisode 5) : Amy Wenzel
- 2003 : Mutant X (saison 3, épisode 5) : Dr Sara Stanton
- 2003-2015 : NCIS : Enquêtes spéciales (7 épisodes) : Agent Paula Cassidy
- 2004 : Stargate SG-1 (saison 7, épisodes 21 et 22) : Elizabeth Weir
- 2004 : Nip/Tuck (saison 2, épisode 10) : Amy Connors
- 2005 : Kojak (saison 1, épisode 1) : Kate
- 2005 : Charmed (saison 7, épisode 11) : Ruth Brody
- 2005 : Eyes (saison 1, épisode 5) : Holly Gibson
- 2005 : Killer Instinct (7 épisodes) : Dr Francine Klepp
- 2006 : Supernatural (saison 1, épisode 15) : Agent de police Kathleen
- 2006 : Les Experts (saison 7, épisode 3) : Donna Basset
- depuis 2007 : Heartland (rôle principal) : Lisa Stillman
- 2008 : JPod (saison 1, épisodes 4, 12 & 13) : 'freedom'
- 2008-2015 : Those Damn Canadians (17 épisodes) : Katherine 'Kat' Baines
- 2009-2012 : Flashpoint (11 épisodes) : Donna Sabine
- 2012 : Bullet in the Face (en) (6 épisodes, mini-série) : Eva Braden
- 2012 : Republic of Doyle (saison 3, épisodes 11, 12 & 13) : Sonja Sterling
- 2018 : Grey's Anatomy (saison 14, épisode 19) : Dr Rebecca Froy
- 2019 : Charmed (saison 1, épisodes 17 & 20) : Devorah Silver
- 2020 : Sacred Lies (en) (saison 2, épisode 9) : Arwen Reeed

#### Téléfilms
- 1984 : When We First Met de Paul Saltzman : Gail Pennoyer
- 1985 : Striker's Mountain d'Alan Simmonds : Lowni Striker
- 1985 : Workin' for Peanuts de Martin Lavut : Mellisa Stotts
- 1985 : Home Free d'Alan Erlich : Daughter
- 1986 : Young Again : Tracy Gordon
- 1986 : Une proie pas comme les autres (Easy Prey) de Sandor Stern : Wendy Robinson
- 1986 : The Truth About Alex de Paul Shapiro : Kay
- 1987 : The Day They Came to Arrest the Book : Kate
- 1989 : The Rocket Boy de John Blanchard et Peter Hudecki : The Rocket Boy's Girlfriend
- 1990 : Knights of the Kitchen Table : Marla McDermott
- 1990 : Christmas in America d'Eric Till : Eileen Morgan
- 1991 : Captain Power et les soldats du futur : Caporal Jennifer "Pilot" Chase
- 1991 : The Great Pretender de Gus Trikonis : Kate Hightower
- 1994 : Small Gifts d'Eric Till : Nora
- 1994 : To Save the Children de Steven Hilliard Stern : Kathi Davidson
- 1998 : Proviseur d'un jour (Principal Takes a Holiday) de Robert King : Celia Shine
- 1999 : La Maison du futur (Smart House) de LeVar Burton : Sara Barnes
- 2000 : Catastrophe à la Nouvelle-Orléans (On Hostile Ground) de Mario Azzopardi : Allison Beauchamp
- 2002 : Untitled Secret Service Project de Rupert Wainwright : Maureen Gage
- 2002 : Society's Child de Pierre Gang : Terry Best
- 2002 : Le Pacte d'amour (The Pact) de Peter Werner : Detective Anne-Marie Marrone
- 2003 : Panique sous les Tropiques (The Paradise Virus) de Brian Trenchard-Smith : Susan Holme
- 2006 : Rapid Fire (en) de Kari Skogland : Linda
- 2008 : Vipers de Bill Corcoran : Docteur Collins
- 2009 : Le Secret d'une sœur (My Nanny's Secret) de Douglas Jackson : Julia
- 2018 : Une soirée inoubliable pour Noël (A Midnight Kiss) de J.B. Sugar : Barbara Pearson
- 2020 : Coup de foudre à la Saint-Valentin (Matching Hearts) de Siobhan Devine : Barbara
- 2020 : Noël au château (Chateau Christmas) de Michael Robison : Renee
- 2020 : Baby-sitter en danger (The Babysitter) de Danny J. Boyle : Jennifer

## Récompenses et nominations

### Récompenses
Récompense GEMINI de la meilleure actrice pour la Canadian Broadcasting Corporation, et Workin' for peanuts et The truth about Alex de HBO